# فكتور ليون
فكتور ليون (بالألمانية: Victor Léon)‏ هو كاتب نمساوي، ولد في 4 يناير 1858 في سينيتسا في سلوفاكيا، وتوفي في 3 فبراير 1940 في فيينا في النمسا.

## وصلات خارجية
- فكتور ليون على موقع IMDb (الإنجليزية)
- فكتور ليون على موقع ألو سيني (الفرنسية)
- فكتور ليون على موقع ألو سيني (الفرنسية)
- فكتور ليون على موقع ميوزك برينز (الإنجليزية)
- فكتور ليون على موقع أول موفي (الإنجليزية)
- فكتور ليون على موقع أول موفي (الإنجليزية)
- فكتور ليون على موقع قاعدة بيانات برودواي على الإنترنت (الإنجليزية)
- فكتور ليون على موقع قاعدة بيانات الأفلام السويدية (السويدية)
- فكتور ليون على موقع ديسكوغز (الإنجليزية)
- فكتور ليون على موقع قاعدة بيانات الفيلم (الإنجليزية)